# Penèids

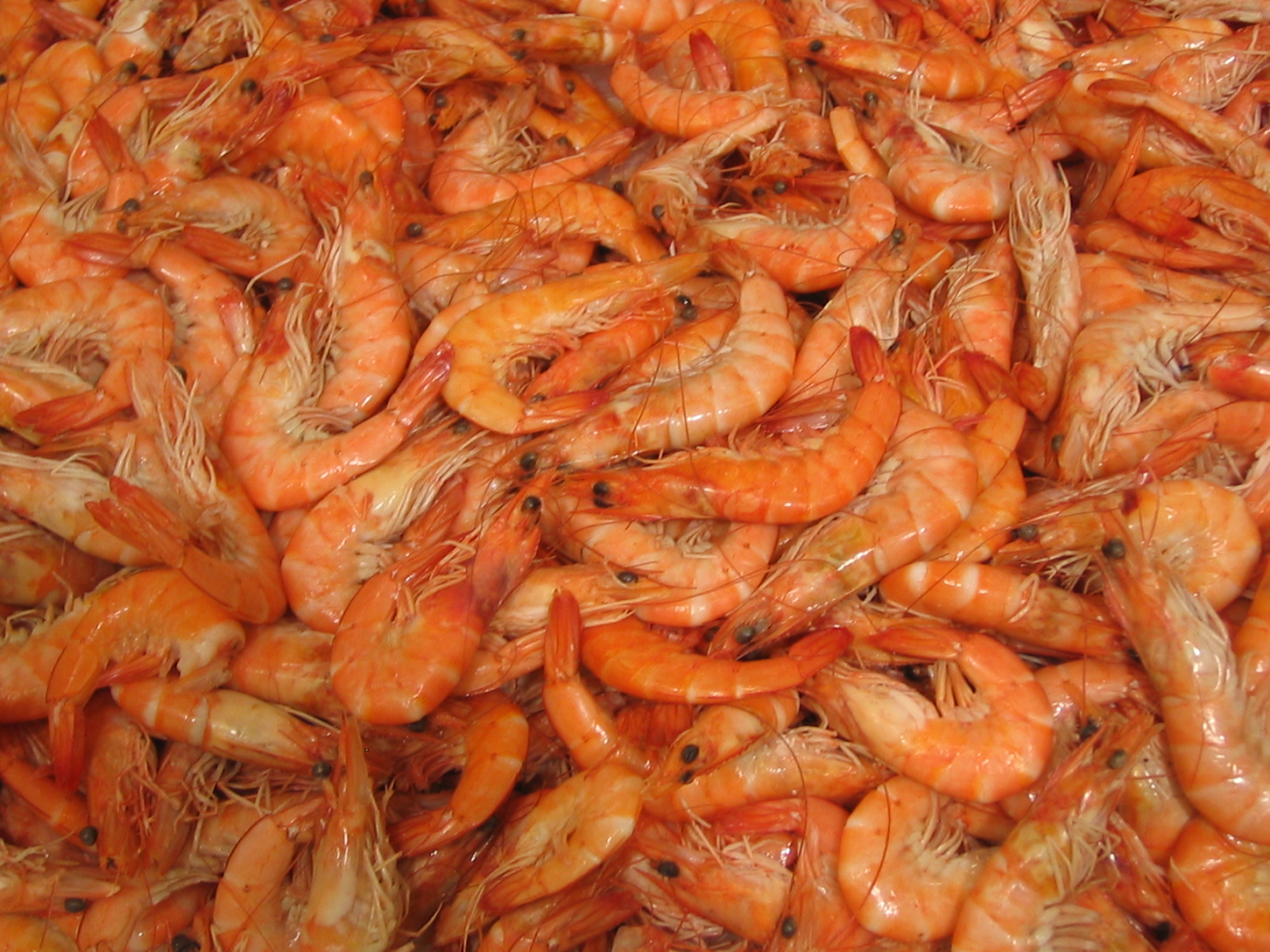
Llagostins

Els penèids (Penaeidae) són una família de crustacis decàpodes del subordre dendrobranquiats. Comprenen dos dels crustacis de més interès comercial, com són els llagostins (Penaeus kerathurus) i algunes gambes, com la gamba blanca (Parapenaeus longirostris), molt apreciada.
Com a característiques més destacades, tenen podobranquis al segon parell de maxil·lípedes i una esquama antenular interna.

## Sistemàtica
D'acord amb la llista de la ITIS i la d'Universitat de Michigan, la família dels peneids està formada pels següents gèneres: 
- Artemesia
- Atypopenaeus
- Farfantepenaeus
- Fenneropenaeus
- Funchalia
- Heteropenaeus
- Litopenaeus
- Macropetasma
- Marsupenaeus
- Megokris
- Melicertus
- Metapenaeopsis
- Metapenaeus
- Miyadiella
- Parapenaeopsis
- Parapenaeus
- Pelagopenaeus
- Penaeopsis
- Penaeus
- Protrachypene
- Rimapenaeus
- Tanypenaeus
- Trachypenaeopsis
- Trachypenaeus
- Trachysalambria
- Xiphopenaeus

En un altre llistat, com el que proposa la NCBI hi ha només 20 gèneres reconeguts. No apareixen Artemesia, Macropetasma, Miyadiella, Pelagopenaeus, Protrachypene, Tanypenaeus i Trachysalambria.